# Kelly Rondestvedt
Titres
Épouse du prétendant au trône de Saxe-Cobourg et Gotha
Depuis le 3 avril 2025
(2 jours)
Princesse héréditaire consort de Saxe-Cobourg et Gotha
11 mai 2009 – 3 avril 2025
(15 ans, 10 mois et 19 jours)
Kelly Jeanne Rondestvedt, née le 10 janvier 1975 à Pensacola, en Floride, aux États-Unis, est une banquière américaine. Par son mariage, en 2009, avec Hubertus de Saxe-Cobourg et Gotha, prétendant à l'ancien trône ducal de Saxe-Cobourg et Gotha depuis 2025, elle est devenue princesse de Saxe-Cobourg et Gotha et duchesse de Saxe.

## Petite enfance et famille
Kelly Jeanne Rondestvedt est née le 10 janvier 1975 à Pensacola, en Floride. Son père, le capitaine Christian Robert Rondestvedt, est un pilote à la retraite de la marine américaine et sa mère, Cheryl Ann Forbes, était enseignante dans un collège,.
Elle a deux frères cadets : Christian et James. Elle est d'origine norvégienne et anglaise. Quand elle était enfant, la famille de Rondestvedt a déménagé dans le comté de Kings, en Californie. Elle est diplômée en tant que salutatrice de l'école secondaire Lemoore Union en 1993,.

## Éducation et carrière
Kelly Rondestvedt suit des études à l'Université de Californie à Los Angeles et obtient un baccalauréat ès arts en économie en 1997. Diplômée, elle commence à travailler comme banquière d'investissement pour PricewaterhouseCoopers à San Diego. Elle devient comptable publique certifiée en Californie le 6 août 2000. En 2002, elle obtient une maîtrise en administration des affaires de l'Anderson School of Management de l'UCLA,,. En 2007, elle commence à travailler comme associée pour Morgan Stanley avant d'être promue vice-présidente,.

## Mariage et descendance
Kelly Rondestvedt rencontre Hubertus, prince héréditaire de Saxe-Cobourg et Gotha dans un restaurant à New York en 2007,,. Ils se marient lors d'une cérémonie civile au château de Callenberg le 21 mai 2009 et ensuite religieusement lors d'une cérémonie luthérienne à l'église Saint-Maurice à Cobourg, en Allemagne, le 23 mai 2009,. Plus de 400 invités assistent au mariage et 3000 spectateurs, dont le roi Charles XVI Gustave et la reine Silvia de Suède, Lord Nicholas Windsor, Lady Nicholas Windsor, Siméon II de Bulgarie et la princesse Astrid de Belgique,,,.
Le couple a trois enfants : 
- Katharina Victoria Elizabeth Cheryl de Saxe-Cobourg et Gotha, née le 30 avril 2014 à Cobourg et baptisée le 14 septembre 2014 au château de Callenberg. Ses parrains et marraines sont : la princesse héritière Victoria de Suède, le prince Ernst August de Hanovre, la duchesse Elisabeth en Bavière, la comtesse Katharina de Faber-Castell et le prince Konstantin-Assen de Bulgarie.
- Philipp Hubertus Andreas Christian de Saxe-Cobourg et Gotha, né le 15 juillet 2015 à Munich et baptisé le 14 novembre 2015 au château de Callenberg. Ses parrains et marraines sont : Philippe, roi des Belges, la comtesse Alexandra von Schönborn, le prince héréditaire de Bade Bernhard, le prince Carl von Wrede et Carina Axelsson (future princesse de Sayn-Wittgenstein-Berlebourg).
- Madeleine Aurelia Viktoria Carin de Saxe-Cobourg et Gotha, née le 22 février 2017 à Munich et baptisée le 2 juillet 2017 au château de Callenberg. Ses parrains et marraines sont : le prince de Prusse Georg Friedrich, la princesse Anna de Bavière, la princesse Alexandra-Nadejda de Koháry, la comtesse Clémence von der Schulenburg et le comte Benedikt von Abensberg und Traun.

## Titres et honneurs
- 21 mai 2009 - 3 avril 2025 : Son Altesse la princesse héréditaire de Saxe-Cobourg et Gotha, duchesse de Saxe[22],[23] ;
- Depuis le 3 avril 2025 : Son Altesse la princesse de Saxe-Cobourg et Gotha, duchesse de Saxe.